# 中国汽车100小时耐力赛
中国汽车100小时耐力赛（100 HOURS GRAND TOURING CHINA），是由选秀网、云南卫视、中国工业报社三個单位主办的一项赛车比赛。

## 簡介
賽事於2017年12月16日-20日在廣東國際賽車場舉行
中国汽车100小时耐力赛采用换人不换车连续行驶100小时的赛制进行，比赛中加油、维修、换人等所有环节都包括在100小时以内。比赛按排量进行分组，最后以行驶里程的多少决定排名，它是世界上比赛时间最长的汽车耐力赛。

## 参赛队员, 车型及最後成績
```
   1号车队：Dean Ip、霍剑鸿、周泳邦、黄嘉祈        哈弗H2s 2018款1.5T 手动
   
   2号车队：林绍斌、胡启明、苏伟健、袁志斌         日产 骊威 2016款1.6L 手动
```

　　3号车队：郭予加、黄景明、黄宝腾、吴俊坚         福特 福睿斯2017款1.5L 手动
　　4号车队：陈新发、谢良周、廖婉怡、张晋海         奇瑞 艾瑞泽5 1.5L 手动
　　5号车队：王晓峰、张柱、严宗潜、邵健宇           奥迪A3 2017款 35 TFSI
　　6号车队：彭敬钧、张进科、张博斐、胡作良         别克 英朗2018款1.0T 手动
　　7号车队：陈炳逢、黎永杰、陈少杭、何振熙         本田 飞度2016款1.5L LX 手动　　
```
   8号车队：魏建宏、邓梓江、郭鹏、老健辉           启辰M50V 2017款1.5L 手动
```

　　9号车队：梁晓峰、韩冰、盛阿林、陈智成           奔腾B30 2017款1.6L 手动
　　10号车队：叶炫昊、林雄辉、郑健生、蔡德勋        长安 CS35 2017款 1.6L 手动   
　　11号车队：雷俊斌、叶志龙、黄志航、叶俊辉        北汽 幻速S5 1.3T 手动
```
   12号车队：李乔烨、文家春、陈成杰、余林          荣威360 2017款1.5L 手动
```

　　13号车队：梁家鸿、邹志华、黄智贤、孙俊龙        宝马1系2017款118i 自动
　　14号车队：大井 贵之、罗月谅、大朏 吉秀、林沅浒  丰田YARIS致享2017款1.3L 手动
　　15号车队：杨嘉怡、宋楠楠、魏庆沁、林立          比亚迪 F3 2015款1.5L 手动
　　16号车队：纪刚毅、王海青、叶国华、李旭民        奔驰GLA 2017款GLA 200 自动
　　17号车队：张晓诗、吴昊霖、区健豪、汤伟雄        马自达 昂克赛拉 1.5 手动
```
   18号车队：周艳娥、邓毅、何梓洁、贾天双          吉利 帝豪2017款 1.5L 手动
```

　　19号车队：何峻鸣、陈鸿伟、黄振国、朱日明        众泰T600 2017款1.5T 手动
　　20号车队：胡智均、区皓、梁达明、叶浚彬          广汽传祺 GA3S视界2016款1.6L 手动

## 比賽成績
2017年GT100耐力赛
- 冠军：9号车队
  - 车型：奔腾B30 2017款1.6L手动豪华型；
  - 车手：梁晓峰、韩冰、盛阿林、陈智成。

- 亚军： 7号车队
  - 车型：飞度2016款1.5L LX手动舒适型；
  - 车手：陈炳逢、黎永杰、陈少杭、何振熙。

- 季军：6号车队
  - 车型：别克英朗2018款1.0T 手动进取型；
  - 车手：彭敬钧、张进科、张博斐、胡作良。

## 相关赛事
- 中國汽車場地錦標賽
- 中国房车锦标赛
- 华夏赛车大奖赛